# Rugnux-Tunnel

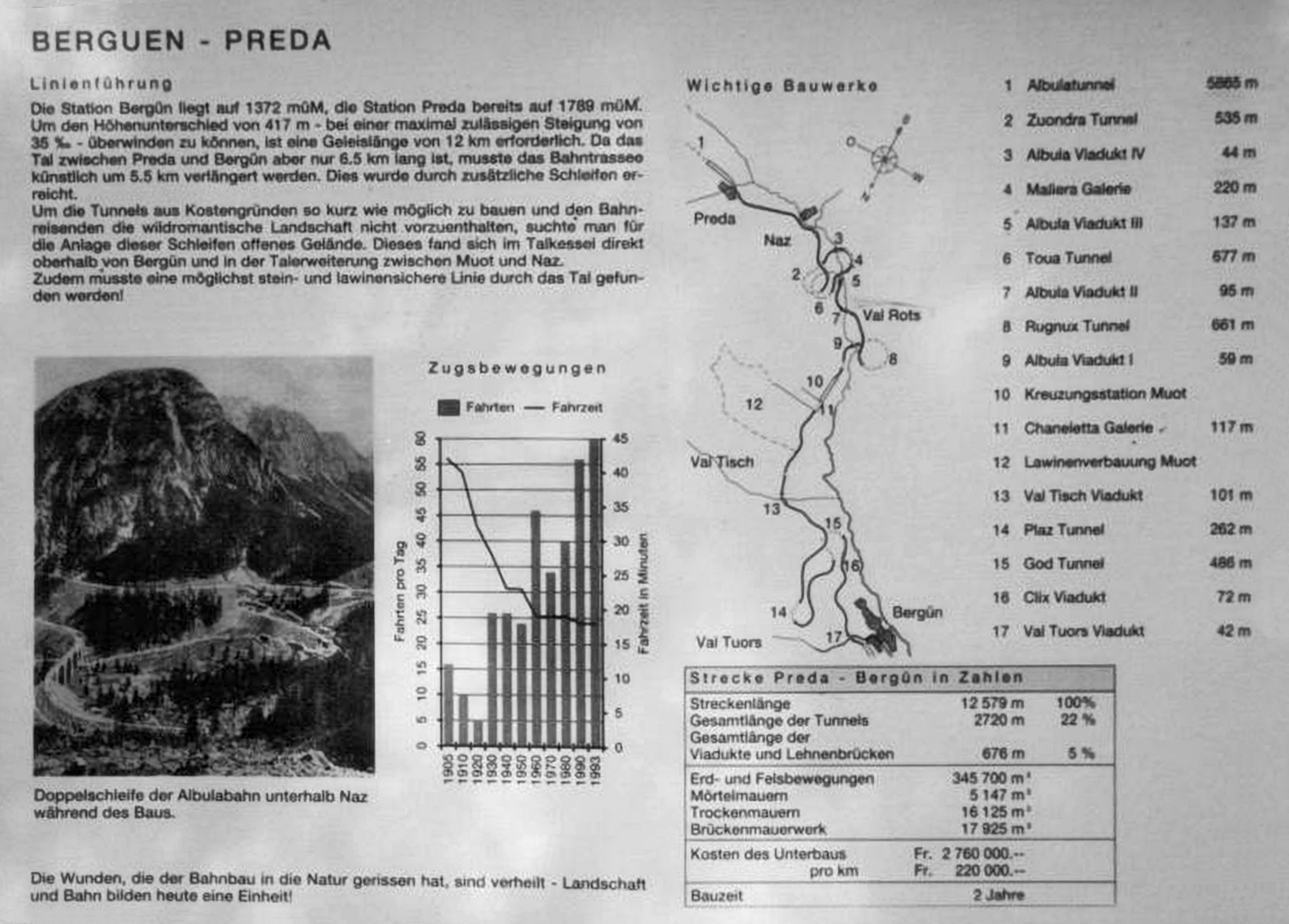
Streckenverlauf (Hinweisschild am Bahnlehrpfad)

Der Rugnux-Tunnel ist der unterste Kreiskehrtunnel der Albulabahn auf dem Abschnitt Bergün-Preda im Kanton Graubünden (Schweiz). Er hat eine Länge von 662 Metern. Die insgesamt drei Kreiskehrtunnel und vier Albulaviadukte (Querung des Tales) erlauben den Gewinn von Höhe, ohne die eine Adhäsionsbahn nicht möglich wäre. Der Rugnux-Tunnel ist – neben der Maliera-Galerie und abgesehen von den talquerenden Albulaviadukten – das einzige Bauwerk der Albulabahn ab Tiefencastel auf der linken (westlichen) Talseite.